# Ivan Sharrock
Pour les articles homonymes, voir Sharrock.
Ivan Sharrock, Esq., est un ingénieur du son britannique né le 17 juillet 1941  à St Austell (Angleterre).

## Biographie
Ivan Sharrock, après des études au Cornwall Tech College, rejoint la BBC en 1961. Il fait son apprentissage sur les techniques de sonorisation des films aux Ealing Studios.

## Filmographie (sélection)
- 1969 : Bronco Bullfrog de Barney Platts-Mills
- 1974 : Dix petits nègres (And Then There Were None) de Peter Collinson
- 1980 : Les Chiens de guerre (The Dogs of War) de John Irvin
- 1980 : Flash Gordon de Mike Hodges
- 1980 : Shining (The Shining) de Stanley Kubrick
- 1981 : La Maîtresse du lieutenant français (The French Lieutenant's Woman) de Karel Reisz
- 1981 : Le Loup-garou de Londres (An American Werewolf in London) de John Landis
- 1983 : Krull de Peter Yates
- 1984 : Greystoke, la légende de Tarzan (Greystoke: The Legend of Tarzan, Lord of the Apes) d'Hugh Hudson
- 1985 : Drôles d'espions (Spies Like Us) de John Landis
- 1987 : Le Dernier Empereur (L'ultimo imperatore) de Bernardo Bertolucci
- 1987 : Ishtar d'Elaine May
- 1988 : Willow de Ron Howard
- 1990 : Un thé au Sahara (The Sheltering Sky) de Bernardo Bertolucci
- 1992 : Jeux de guerre (Patriot Games) de Phillip Noyce
- 1992 : Horizons lointains (Far and Away) de Ron Howard
- 1992 : Une lueur dans la nuit (Shining Through) de David Seltzer
- 1993 : Little Buddha de Bernardo Bertolucci
- 1994 : Frankenstein (Mary Shelley's Frankenstein) de Kenneth Branagh
- 1994 : La Rivière sauvage (The River Wild) de Curtis Hanson
- 1996 : Le Patient anglais (The English Patient) d'Anthony Minghella
- 1997 : Le Saint (The Saint) de Phillip Noyce
- 1999 : Le Talentueux Mr. Ripley (The Talented Mr. Ripley) d'Anthony Minghella
- 2000 : L'Échange (Proof of Life) de Taylor Hackford
- 2000 : U-571 de Jonathan Mostow
- 2002 : Gangs of New York de Martin Scorsese
- 2003 : Retour à Cold Mountain (Cold Mountain) d'Anthony Minghella
- 2004 : Closer, entre adultes consentants (Closer) de Mike Nichols
- 2005 : Casanova (film, 2005) de Lasse Hallström
- 2005 : Les Frères Grimm (The Brothers Grimm) de Terry Gilliam
- 2006 : Blood Diamond d'Edward Zwick
- 2006 : Da Vinci Code (The Da Vinci Code) de Ron Howard
- 2010 : Le Choc des Titans (Clash of the Titans) de Louis Leterrier
- 2011 : Pirates des Caraïbes : La Fontaine de jouvence (Pirates of the Caribbean: On Stranger Tides) de Rob Marshall

## Distinctions

### Récompenses
- BAFTA 1982 : British Academy Film Award du meilleur son pour La Maîtresse du lieutenant français
- Oscars 1988 : Oscar du meilleur mixage de son pour Le Dernier Empereur

### Nominations
- British Academy Film Award du meilleur son
  - en 1985 pour Greystoke, la légende de Tarzan
  - en 1989 pour Le Dernier Empereur
  - en 1997 pour Le Patient anglais
  - en 2003 pour Gangs of New York
  - en 2004 pour Retour à Cold Mountain
- Oscar du meilleur mixage de son
  - en 2001 pour U-571
  - en 2003 pour Gangs of New York
  - en 2007 pour Blood Diamond